# Merulinidae
Merulinidae é uma família de cnidários antozoários da subordem Faviina, ordem Scleractinia.

## Géneros
Estão descritos os seguintes géneros:
- †Anisocoenia Reuss, 1866
- †Anoiasmilia Reig Oriol, 1988
- †Antiguastrea Vaughan, 1919
- Astraeosmilia Ortmann, 1892
- Astrea Lamarck, 1801
- Australogyra Veron & Pichon, 1982
- Boninastrea Yabe & Sugiyama, 1935
- Catalaphyllia Wells, 1971
- Caulastraea Dana, 1846
- Coelastrea Verrill, 1866
- Cyphastrea Milne Edwards & Haime, 1848
- †Defrancia Alloiteau, 1957
- †Dictuophyllia Blainville, 1830
- Dipsastraea Blainville, 1830
- Echinopora Lamarck, 1816
- Favites Link, 1807
- Goniastrea Milne Edwards & Haime, 1848
- Hydnophora Fischer von Waldheim, 1807
- †Hydnophyllia Reis, 1889
- Leptoria Milne Edwards & Haime, 1848
- †Mckenziephyllia Jell, Cook & Jell, 2011
- Merulina Ehrenberg, 1834
- †Monticulastraea Duncan, 1880
- Mycedium Milne Edwards & Haime, 1851
- Orbicella Dana, 1846
- Oulophyllia Milne Edwards & Haime, 1848
- Paragoniastrea Huang, Benzoni & Budd, 2014
- †Paraleptoria Budd & Bosellini, 2016
- Paramontastraea Huang & Budd, 2014
- Pectinia Blainville, 1825
- †Phacellocoenia Alloiteau & Tissier, 1958
- Physophyllia Duncan, 1884
- †Placocoeniopsis Alloiteau, 1952
- Platygyra Ehrenberg, 1834
- †Tarbellastraea Alloiteau, 1952
- †Tarraconogyra Alloiteau, 1958
- Trachyphyllia Milne Edwards & Haime, 1849